# ジェイミー・リー・カーティス
ジェイミー・リー・カーティス（Jamie Lee Curtis, 1958年11月22日 - ）は、アメリカ合衆国の女優。

## 略歴
ロサンゼルス出身。父はハンガリー系ユダヤ人の血を引く俳優のトニー・カーティス、母はイングランド系とアイルランド系およびスコットランド系の血を引く女優のジャネット・リー。両親は彼女が3歳の時に離婚しており、双方とも疎遠であると語っている（母親は2004年、父親は2010年に死別）。
1977年、テレビ映画『刑事コロンボ』のウェイトレス役でデビュー。その後は『ハロウィン』『ザ・フォッグ』『プロムナイト』などのホラー映画に立て続けに出演し、「絶叫クイーン」「悲鳴の女王」という異名を取る。
1983年、ダン・エイクロイドとエディ・マーフィと共演したコメディ映画『大逆転』で英国アカデミー賞 助演女優賞を受賞。1994年のアーノルド・シュワルツェネッガーと共演した『トゥルーライズ』では、ゴールデングローブ賞 主演女優賞 (ミュージカル・コメディ部門)を受賞した。

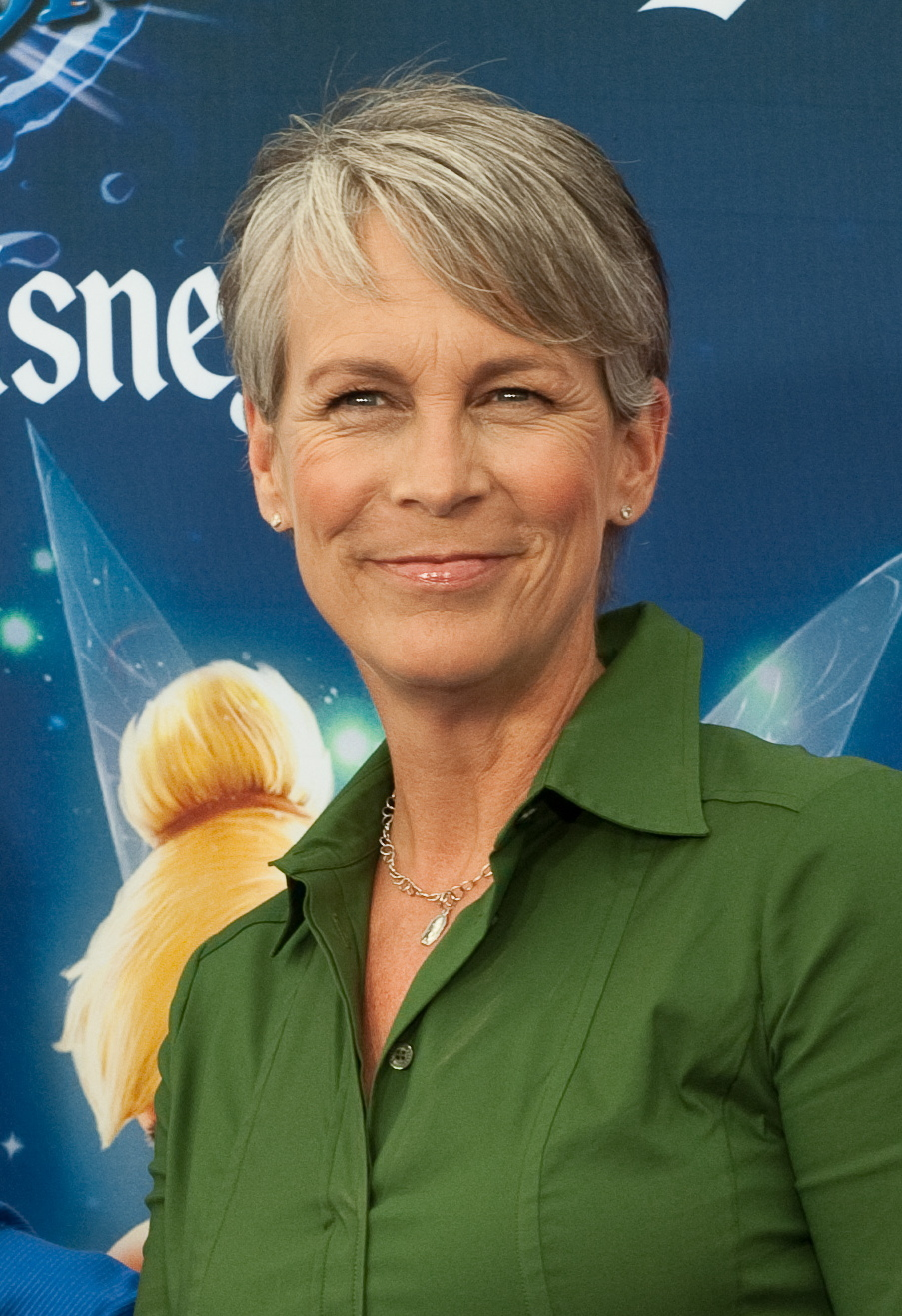
2010年

2023年、『エブリシング・エブリウェア・オール・アット・ワンス』で第95回アカデミー賞助演女優賞受賞。

### 児童書
イラストレーターのLaura Cornellと共に多くの児童書を出版している。

## 私生活
映画監督・俳優のクリストファー・ゲストと結婚し、養子を2人とっている。2021年にはそのうちのひとりの子がトランスジェンダーであると公表した。

## 出演作品

### 映画
| 年   | 題名                                                                                 | 役名                                   | 備考                                                                      | 吹き替え                                                          |
| ---- | ------------------------------------------------------------------------------------ | -------------------------------------- | ------------------------------------------------------------------------- | ----------------------------------------------------------------- |
| 1978 | ハロウィン Halloween                                                                 | ローリー・ストロード                   |                                                                           | 藤田淑子（TBS版）                                                 |
| 1980 | ザ・フォッグ The Fog                                                                 | エリザベス                             | 松金よね子（LD・VHS版） 宗形智子（テレビ東京版） 土井美加（テレビ朝日版） |                                                                   |
| 1980 | プロムナイト Prom Night                                                              | キム                                   | 山田栄子                                                                  |                                                                   |
| 1980 | テラー・トレイン Terror Train                                                        | アラナ・マックスウェル                 |                                                                           |                                                                   |
| 1981 | ブギーマン Halloween II                                                              | ローリー・ストロード                   | 幸田直子                                                                  |                                                                   |
| 1981 | ニューヨーク1997 Escape from New York                                                | ナレーター、コンピュータの声           | 声の出演                                                                  |                                                                   |
| 1981 | ロードゲーム Roadgames                                                               | ヒッチ                                 | 日本劇場未公開                                                            |                                                                   |
| 1982 | 若妻たちの秘行 Money on the Side                                                     | ミシェル                               | テレビ映画                                                                |                                                                   |
| 1983 | ラブ・レター Love Letters                                                            | アンナ・ウィンター                     | 日本劇場未公開                                                            |                                                                   |
| 1983 | 大逆転 Trading Places                                                                | オフェーリア                           | 英国アカデミー賞助演女優賞受賞                                            | 戸田恵子（日本テレビ版、フジテレビ版） 勝生真沙子（テレビ朝日版） |
| 1984 | グランドビューU.S.A. Grandview, U.S.A.                                               | ミシェル・コディ                       | 日本劇場未公開                                                            |                                                                   |
| 1985 | パーフェクト Perfect                                                                 | ジェシー                               |                                                                           |                                                                   |
| 1986 | ジョージアの熱い風 As Summers Die                                                    | ウィットシー・ロフティン               | テレビ映画                                                                |                                                                   |
| 1987 | ア・マン・イン・ラブ Un homme amoureux                                               | スーザン・エリオット                   |                                                                           |                                                                   |
| 1987 | サイレント・ボイス/愛を虹にのせて Amazing Grace and Chuck                            | リン・テイラー                         |                                                                           |                                                                   |
| 1988 | ニッキーとジーノ Dominick and Eugene                                                 | ジェニファー                           | 日本劇場未公開                                                            |                                                                   |
| 1988 | ワンダとダイヤと優しい奴ら A Fish Called Wanda                                       | ワンダ                                 |                                                                           | 高島雅羅（TBS版、機内上映版）                                     |
| 1990 | ブルースチール Blue Steel                                                            | メーガン・ターナー                     | 平野文（VHS版、フジテレビ版）                                             |                                                                   |
| 1991 | クイーンズ・ロジック/女の言い分・男の言い訳 Queens Logic                             | グレイス                               | 金野恵子（VHS版）                                                         |                                                                   |
| 1991 | マイ・ガール My Girl                                                                 | シェリー・デヴォート                   | 弥永和子（ソフト版） 戸田恵子（テレビ朝日版）                             |                                                                   |
| 1992 | フォーエヴァー・ヤング 時を超えた告白 Forever Young                                  | クレア・クーパー                       | 弥永和子（ソフト版） 小山茉美（日本テレビ版） 高島雅羅（テレビ朝日版）    |                                                                   |
| 1994 | マイ・ガール2 My Girl 2                                                              | シェリー・サルテンファス               | 弥永和子（VHS版） 戸田恵子（テレビ朝日版）                                |                                                                   |
| 1994 | マザーズボーイ/危険な再会 Mother's Boys                                              | ジュード（ジュディス）・マディガン     | 戸田恵子（VHS版）                                                         |                                                                   |
| 1994 | トゥルーライズ True Lies                                                             | ヘレン・タスカー                       | ゴールデングローブ賞受賞                                                  | 戸田恵子（ソフト版） 一城みゆ希（フジテレビ版）                   |
| 1995 | ハイジ・クロニクル/明日を信じて The Heidi Chronicles                                 | ハイジ・ホランド                       | テレビ映画                                                                |                                                                   |
| 1996 | パーフェクト・ファミリー House Arrest                                                | ジャネット                             | 日本劇場未公開                                                            |                                                                   |
| 1997 | 危険な動物たち Fierce Creatures                                                      | ウィラ・ウェストン                     |                                                                           | 高島雅羅                                                          |
| 1998 | ワイルド・スモーカーズ Homegrown                                                     | シエラ・カーン                         |                                                                           |                                                                   |
| 1998 | ニコラスの贈りもの Nicholas' Gift                                                    | マギー・グリーン                       | テレビ映画                                                                | 高島雅羅（VHS版） 小野洋子（NHK-BS2版）                           |
| 1998 | ハロウィンH20 Halloween H20: 20 Years Later                                          | ケリー・テイト（ローリー・ストロード） |                                                                           | 土井美加                                                          |
| 1999 | ヴァイラス Virus                                                                     | キット・フォスター                     | 駒塚由衣（ソフト版） 弥永和子（日本テレビ版）                             |                                                                   |
| 2000 | MONA 彼女が殺された理由 Drowning Mona                                                | ローナ                                 | （吹き替え版なし）                                                        |                                                                   |
| 2001 | テイラー・オブ・パナマ The Tailor of Panama                                          | ルイーザ・ペンデル                     | 高島雅羅                                                                  |                                                                   |
| 2001 | Daddy and Them                                                                       | エレイン・ボーウェン                   | N/A                                                                       |                                                                   |
| 2002 | ハロウィン レザレクション Halloween: Resurrection                                    | ローリー・ストロード                   | 弥永和子                                                                  |                                                                   |
| 2003 | フォーチュン・クッキー Freaky Friday                                                 | テス・コールマン                       | 唐沢潤                                                                    |                                                                   |
| 2004 | クランク家のちょっと素敵なクリスマス Christmas with the Kranks                       | ノラ・クランク                         | 唐沢潤                                                                    | 日本劇場未公開                                                    |
| 2008 | ビバリーヒルズ・チワワ Beverly Hills Chihuahua                                       | ヴィヴ                                 |                                                                           | 黒田福美                                                          |
| 2010 | You Again                                                                            | ゲイル・バイヤー・オルセン             | N/A                                                                       |                                                                   |
| 2011 | 小さな機関車 リトル・エンジン The Little Engine That Could                           | ベブ                                   | 声の出演 日本劇場未公開                                                   | 野々山恵梨                                                        |
| 2014 | ヴェロニカ・マーズ ［ザ・ムービー］ Veronica Mars                                    | ゲイル・バックリー                     |                                                                           | （吹き替え版なし）                                                |
| 2015 | Spare Parts                                                                          | カレン・ローリー校長                   | N/A                                                                       |                                                                   |
| 2018 | ハロウィン Halloween                                                                 | ローリー・ストロード                   | 兼製作総指揮                                                              | 幸田直子                                                          |
| 2018 | An Acceptable Loss                                                                   | レイチェル・バーク                     |                                                                           | N/A                                                               |
| 2019 | ナイブズ・アウト/名探偵と刃の館の秘密 Knives Out                                     | リンダ・ドライズデール                 | 一城みゆ希                                                                |                                                                   |
| 2021 | ハロウィン KILLS Halloween Kills                                                     | ローリー・ストロード                   | 兼製作総指揮                                                              | 幸田直子                                                          |
| 2022 | エブリシング・エブリウェア・オール・アット・ワンス Everything Everywhere All at Once | ディアドラ・ボーベアドラ               | 第95回アカデミー賞助演女優賞受賞                                          | 幸田直子                                                          |
| 2023 | ハロウィン THE END Halloween Ends                                                    | ローリー・ストロード                   | 兼製作総指揮                                                              | 幸田直子                                                          |
| 2023 | ホーンテッドマンション Haunted Mansion                                               | マダム・レオッタ                       |                                                                           | 小林幸子                                                          |
| 2024 | ボーダーランズ Borderlands                                                           | パトリシア・タニス博士                 | 武田華                                                                    |                                                                   |
| 2024 | The Last Showgirl                                                                    | Annette                                | N/A                                                                       |                                                                   |
| 2025 | スター･トレック:セクション31 Star Trek: Section 31                                   | コントロール                           | 声の出演                                                                  | 幸田直子                                                          |
| 2025 | シャッフル・フライデー Freakier Friday                                               | テス・コールマン                       | 兼製作 ポストプロダクション                                               | 唐沢潤                                                            |
| 2025 | ロスト・バス The Lost Bus                                                            | N/A                                    | 製作                                                                      | N/A                                                               |
| 2025 | Ella McCay                                                                           |                                        | ポストプロダクション                                                      |                                                                   |

### テレビシリーズ
| 年        | 題名                                                                 | 役名               | 備考                         | 吹き替え           |
| --------- | -------------------------------------------------------------------- | ------------------ | ---------------------------- | ------------------ |
| 1977      | 刑事コロンボ Columbo                                                 | ウェイトレス       | シーズン6第3話「殺しの序曲」 |                    |
| 1977-1978 | Operation Petticoat                                                  | バーバラ・デュラン | 計23話出演                   | N/A                |
| 1989-1992 | Anything But Love                                                    | ハンナ・ミラー     | 計56話出演                   | N/A                |
| 2012      | NCIS 〜ネイビー犯罪捜査班 NCIS: Naval Criminal Investigative Service | サマンサ・ライアン | 計9話出演                    | 安達忍             |
| 2012-2018 | New Girl / ダサかわ女子と三銃士 New Girl                             | ジョーン・デイ     | 計6話出演                    |                    |
| 2015-2016 | スクリーム・クイーンズ Scream Queens                                 | キャシー・マンチ   | 計23話出演                   | 唐沢潤             |
| 2023-2025 | 一流シェフのファミリーレストラン The Bear                            | ドナ               | 計5話出演                    | （吹き替え版なし） |
| 2023      | スティッキー 〜大シロップ強盗団〜 The Sticky                         | ボー・シェイ       | 計2話出演 兼製作総指揮       | 幸田直子           |

## 日本語吹き替え
専属の声優はいないものの、主に戸田恵子、弥永和子、高島雅羅、幸田直子、一城みゆ希、唐沢潤などが分け合う形で担当している。